# Macrohynnis
Macrohynnis is een geslacht van vliesvleugelige insecten uit de familie Diapriidae.

## Soorten
- M. ferrugineus Macek, 1997
- M. fragilis (Nixon, 1957)
- M. lepidus Mayr, 1904